# Pretty Deadly
Pour les articles homonymes, voir Pretty Deadly (équipe de catch).
Pretty Deadly est un comics scénarisé par Kelly Sue DeConnick et dessiné par Emma Ríos, édité par Image Comics.
En France, la traduction française est publiée chez Glénat Comics.

## Tomes
- 2014 : Pretty Deadly, Vol. 1: The Shrike
- 2016 : Pretty Deadly, Vol. 2: The Bear

## Distinctions
- 2014 : Prix Eisner de la meilleure colorisation pour Jordie Bellaire pour son travail sur plusieurs œuvres dont Pretty Deadly
- 2014 : nominations aux Prix Eisner comme meilleure scénariste pour Kelly Sue DeConnick, meilleur encrage pour Emma Ríos, et meilleur artiste de couverture pour Emma Ríos